# Angry Fist
Angry Fist è il secondo album della punk band giapponese Hi-Standard.

## Tracce
1. Fighting Fists, Angry Soul
2. Stop The Time
3. Endless Trip
4. My Sweet Dog
5. Shy Boy
6. My Heart Feels So Free
7. The Kids Are Alright
8. Gotta Pull Myself Together
9. Start Today
10. Sunshine Baby
11. Pathetic Man's Song
12. Have You Ever Seen The Rain
13. The Sound Of Secret Minds
14. Spread Your Sail
15. Pink Panther

## Formazione
- Ken Yokohama – voce, chitarra
- Akihiro Nanba – voce, basso
- Akira Tsuneoka – batteria